# Gachlu
Gachlu (en persa: گچلو‎, también romanizada como Gachlū y Gachalū; también conocida como Gecherlū, Kachalū y Kechalu) es una aldea en el distrito rural de Hendudur, distrito de Sarband, condado de Shazand, provincia de Markazí, Irán. En el censo de 2006, su población era de 169 habitantes, distribuidos en 35 familias.
La temperatura promedio es de 15 °C. El mes más caluroso es julio, con 32 °C, y el más frío es enero, con −4 °C. La precipitación media es de 426 milímetros al año. El mes más lluvioso es diciembre, con 82 milímetros de lluvia, y el más seco es septiembre, con 1 milímetro.